# Alexander Wirminghaus
Franz Johann Caspar Alexander Wirminghaus (* 15. Mai 1863 in Schwelm; † 3. Oktober 1938 in Köln-Lindenthal) war ein deutscher Jurist, Autor und Professor an der Handelshochschule Köln sowie der aus dieser hervorgegangenen Universität zu Köln.

## Leben
Alexander Wirminghaus war der Sohn des Julius Wirminghaus und der Emma, geb. Klein. Im Jahr 1885 wurde er zum Abschluss seines Studiums der Staatswissenschaften an der Universität Halle-Wittenberg mit einer Arbeit zur Geschichte der Nationalökonomie zum Dr. phil. promoviert. In der Folge war er als Mitarbeiter bei den kaiserlichen statistischen Büros in Dresden und Oldenburg beschäftigt. In Oldenburg lernte er auch seine später Ehefrau Else Strackerjan kennen. 1892 trat Wirminghaus als Syndikus in den Dienst der Kölner Handelskammer, in dem er bis 1916 verblieb. Sein Amt legte er ungewöhnlicherweise während des Ersten Weltkriegs nieder, was in starken Differenzen zu dem neuen Präsidenten Louis Hagen begründet lag.
Bereits seit der Gründung der Handelshochschule (1901) lehrte er an dieser als Dozent. 1902 erhielt er seine Ernennung zum Professor. Mit der Wiedererrichtung der Universität zu Köln im Jahr 1919 wurde Alexander Wirminghaus dann an diese übernommen, wobei er seit 1921 eine Honorarprofessur innehatte, also nur nebenamtlich unterrichtete. Wissenschaftlich publizierte er auf dem Gebiet der Volkswirtschaft und Wirtschaftsgeschichte.
Neben zahlreichen weiteren Vereinsmitgliedschaften – darunter seit 1912 des Deutschen Werkbundes – leitete Alexander Wirminghaus über lange Jahre das Heimatmuseum der Stadt Nideggen in der Eifel.
Familie
Am 20. Mai 1890 heiratete Alexander Wirminghaus in Oldenburg Else Strackerjan. Else Wirminghaus war als studierte Musikerin und Klavierlehrerin seit Beginn des 20. Jahrhunderts eine aktive Verfechterin der Frauenbewegung. Gemeinsam hatten sie drei Kinder. Ihr einziger Sohn, Helmuth, wurde ein bekannter Kölner Architekt.

## Schriften (Auswahl)
- Zwei spanische Merkantilisten: Gerónimo de Uztáriz und Bernardo de Olloa. Ein Beitrag zur Geschichte der Nationalökonomie. : Otto Hauthal (G. Pätz'sche Buchdruckerei), Naumburg a.S. 1886 (zugleich Dissertation Universität Halle-Wittenberg); auch in: Sammlung Nationalökonomischer und statistischer Abhandlungen des Staatswissenschaftlichen Seminars zu Halle a.d. Saale. Band 4., Heft 2
- Das Verkehrswesen im Gebiete der Stadt Köln. In: Festschrift für den XIV. Deutschen Geographentag. DuMont Schauberg, Köln 1903 Digitalisat.
- Das Verhältnis der Niederlande zur deutschen Schiffahrtsabgabenpolitik. Handelskammer Köln, Köln 1909.
- Die soziale Bedeutung des Heimatschutzes, in: Kölnische Zeitung Nr. 638, 6. Juni 1912, S. 1.
- Der Rhein-Nordsee-Kanal vom verkehrspolitischen Stadtpunkte. Dumont Schauberg, Köln 1913.
- Denkschrift zur Beurteilung der wirtschaftlichen Lage und der Organisationsbestrebungen in der Rheinschiffahrt. DuMont-Schauberg, Köln 1913.
- mit Adolf Ottmann: Gutachten betreffend die wirtschaftlichen Wirkungen eines Aachen-Rheinkanals. Industrie- und Handelskammer für die Kreise Essen, Mülheim-Ruhr und Oberhausen, Essen 1926.